# طیبان
طیبان (به عربی: طيبان) یک شهرداری در الجزایر است که در استان بجایه واقع شده‌است.